# Comuna de Marklowice
Marklowice (polaco: Gmina Marklowice) é uma gminy (comuna) na Polónia, na voivodia de Santa Cruz e no condado de Wodzisławski. A sede do condado é a cidade de Marklowice.
De acordo com os censos de 2006, a comuna tem 5116 habitantes, com uma densidade 367,5 hab/km².

## Área
Estende-se por uma área de 13,76 km², incluindo:
- área agricola: 77%
- área florestal: 7%

## Demografia
Dados de 30 de Junho 2004:
|                      | Total   | Total | Mulheres | Mulheres | Homens  | Homens |
| -------------------- | ------- | ----- | -------- | -------- | ------- | ------ |
|                      | pessoas | %     | pessoas  | %        | pessoas | %      |
| População            | 5057    | 100   | 2589     | 51,2     | 2468    | 48,8   |
| Densidade (pop./km²) | 367,5   | 100   | 188,2    | 188,2    | 179,4   | 179,4  |

De acordo com dados de 2002, o rendimento médio per capita ascendia a 2864,72 zł.

## Comunas vizinhas
- Mszana, Radlin, Rybnik, Świerklany, Wodzisław Śląski